# Striano
Striano est une commune italienne de la ville métropolitaine de Naples, dans la région Campanie.

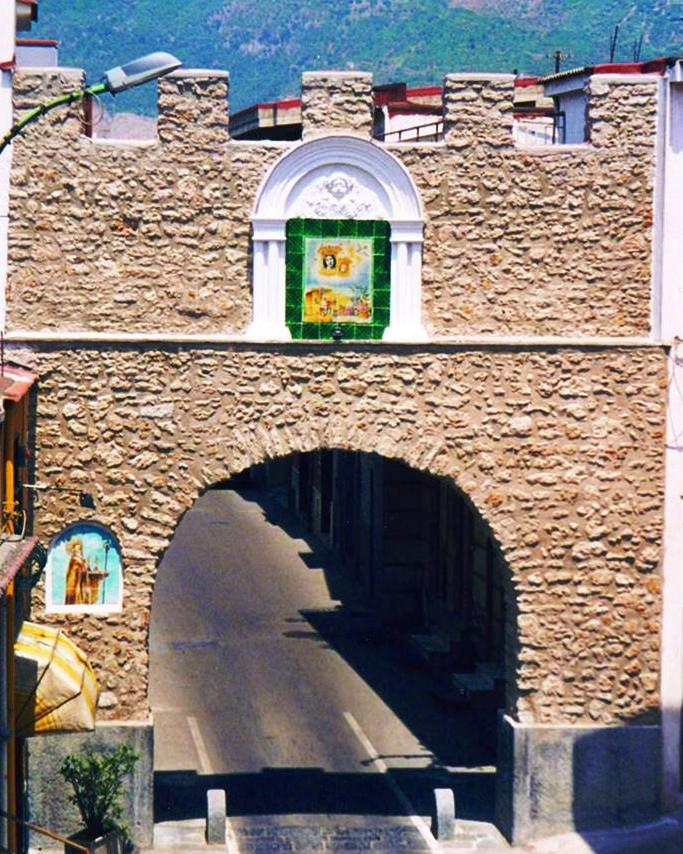

## Administration
| Période                                  | Période | Identité         | Étiquette | Qualité |
| ---------------------------------------- | ------- | ---------------- | --------- | ------- |
| 2014                                     | 2019    | Aristide Rendina | PD        | maire   |
| Les données manquantes sont à compléter. |         |                  |           |         |

### Communes limitrophes
Palma Campania, Poggiomarino, San Giuseppe Vesuviano, San Valentino Torio, Sarno.